# Кашкин, Анатолий Михайлович
Анатолий Михайлович Кашкин (29 июня 1901 года, Воронеж — 21 февраля 1943 года, станица Чебургольская, Красноармейский район, Краснодарский край) — советский военный деятель, полковник (17 февраля 1938 года).

## Начальная биография
Анатолий Михайлович Кашкин родился 29 июня 1901 года в Воронеже.
Работал ремонтным рабочим и слесарем-учеником на ст. Воронеж Юго-Восточной железной дороги и в Отрожских железнодорожных мастерских на станции Отрожки.

## Военная служба

### Гражданская война
В марте 1918 года вступил в красногвардейский отряд под командованием Петрова, после чего принимал участие в боевых действиях против немецких войск и гайдамаков в районе Харькова, после оставления которого отряд в апреле был включён в состав 2-го Воронежского полка, вскоре переименованного в 119-й стрелковый в составе 14-й стрелковой дивизии, в составе которого А. М. Кашкин принимал участие в боях против войск под командованием генералов П. Н. Краснова и А. И. Деникина в районах Поворино, Урюпинская, Тепикинская, Новохопёрск, ст. Филоново и др.
В октябре направлен на учёбу в школу разведчиков при разведотделе 9-й армии, а в ноябре направлен сотрудником в полевую ЧК этой же армии. В январе 1919 года А. М. Кашин вернулся в 119-й стрелковый полк в составе 14-й стрелковой дивизии, в котором служил красноармейцем, командиром взвода и роты и в ходе боевых действий прошёл от станции Поворино через Цымлянскую, Нижне-Чирскую до реки Донец. В апреле 1919 года Кашкин был ранен, после чего лечился в госпитале, а в ноябре отправлен в отпуск по болезни (тиф). После возвращения в Воронеж по состоянию здоровья был демобилизован, после чего работал в милиции города, а затем — старшим милиционером и агентом в транспортной ЧК в городе Валуйки и на станции Уразово.

### Межвоенное время
В 1920 году вступил в ряды РКП(б). В марте 1920 года повторно призван в ряды РККА и направлен на учёбу на 25-е пехотные командные курсы, вскоре преобразованные в 22-ю Воронежскую пехотную школу, к составе которого принимал участие в ходе подавления восстания под руководством А. С. Антонова на территории Воронежской губернии. После окончания школы в конце 1922 года был оставлен в ней же и назначен на должность курсового командира. В январе 1923 года А. М. Кашкин назначен на должность командира взвода в составе 16-й пехотной военной школы комсостава, дислоцированной в Тамбове, а в октябре 1924 года — на эту же должность во 2-й Московской инженерной школе.
В сентябре 1925 года направлен на учёбу в Военную академию имени М. В. Фрунзе, после окончания которой в июне 1928 года назначен на должность начальника штаба 28-го стрелкового полка (10-я стрелковая дивизия), дислоцированного в Вологде, а в апреле 1930 года направлен Белорусский военный округ, где назначен на должность помощника начальника мобилизационного отдела штаба округа, а в период с августа по октябрь 1934 года командовал нештатной авиадесантной группой.
28 февраля 1935 года назначен на должность командира и военного комиссара 5-го стрелкового полка (2-я Белорусская стрелковая дивизия, Белорусский военный округ), дислоцированного в Минске. Постановлением ЦИК СССР от 17 августа 1936 года за успехи в боевой подготовке полка майор А. М. Кашкин награждён орденом Красной Звезды.
В ноябре 1936 года назначен на должность начальника штаба 5-го стрелкового корпуса, дислоцированного в Бобруйске, а в августе 1938 года переведён в Военную академию имени М. В. Фрунзе, где служил на должностях ассистента, преподавателя и старшего преподавателя кафедры общей тактики.
В декабре 1940 года назначен на должность заместителя начальника штаба Одесского военного округа по организационно-мобилизационным вопросам.

### Великая Отечественная война
С началом войны полковник исполнял должность начальника штаба Одесского военного округа, на базе которого к 5 августа 1941 года была сформирована Резервная армия, а полковник Кашкин назначен на должность её начальника штаба, после чего принимал участие в оборонительных боевых действиях боях на Днепр в районе Днепропетровском. 26 августа был ранен, после чего лечился в госпитале.
После выздоровления 16 апреля 1942 года назначен на должность командира 242-й стрелковой дивизии, формировавшейся в Грозном (Северокавказский военный округ). В период с 17 по 28 апреля дивизия была передислоцирована в район Тихорецк, Изварино, Верхне-Дуванная и вскоре принимала участие в ходе Харьковской наступательной операции, обеспечивая выход из окружения войск 6-й и 57-й армий, а затем — в Воронежско-Ворошиловградской оборонительной операции, в ходе которой отступила на рубеж реки Красная, затем — через реку Белая и к 23 июля прибыла в Красювку, где была включена в состав 9-й армии, после чего вела оборонительные боевые действия на реке Кубань (от Невинномысской до Армавира) и затем отступала по направлению на Нальчик. 10 августа 1942 года полковником А. М. Кашкиным был получен приказ к 14 августа занять оборону по южному берегу реки Баксан с выставлением заслонов для прикрытия и удержанием рубежа г. Микоян-Шахар, станица Зеленчукская и долины рек Кубань и Большой Зеленчук, однако приказ выполнить не удалось, в результате чего Военный Совет Закавказского фронта отстранил полковника А. М. Кашкина от командования и отдал под суд. После рассмотрения дела Кашкина военным прокурором фронта 25 сентября 1942 года дело было прекращено, и затем 11 октября полковник А. М. Кашкин был назначен на должность начальника штаба 2-го стрелкового корпуса Северной группы войск Закавказского фронта, 13 октября переведён на эту же должность в 9-й стрелковый корпус, а 30 ноября назначен на должность начальника штаба 44-й армии, после чего принимал участие в ходе битвы за Кавказ, оборонительных боевых действий севернее Моздока и затем — в наступлении на ставропольском направлении.
19 января 1943 года назначен на должность командира 77-й стрелковой дивизии, которая в ходе наступления вышла на побережье Азовского моря и затем вела наступательные боевые действия на краснодарском направлении, в ходе которых 21 февраля полковник Анатолий Михайлович Кашкин погиб в станице Чебургольская (Красноармейский район, Краснодарский край).

## Награды
- Орден Красного Знамени (19.04.1943, посмертно);
- Орден Красной Звезды (16.08.1936);
- Юбилейная медаль «XX лет Рабоче-Крестьянской Красной Армии» (22.02.1938).

## Воинские звания
- Майор (29 января 1936 года);
- Полковник (17 февраля 1938 года).